# El vuelo del moscardón
El vuelo del moscardón (conocido también como El vuelo del abejorro o El vuelo de la abeja; título original en ruso: Полёт шмеля, Poliot shmelyá) es un interludio orquestal escrito por el ruso Nikolái Rimski-Kórsakov para su ópera El cuento del zar Saltán, compuesto entre 1899 y 1900. La pieza cierra el Acto III, Cuadro I, justo después de que el Ave-Cisne mágico le da al príncipe Gvidón Saltánovich (el hijo del Zar) instrucciones de cómo transformarse en un insecto, entonces puede volar para visitar a su padre, quien no sabe que él sigue vivo. Aunque en la ópera el Ave-Cisne canta durante la primera parte del "Vuelo", su línea vocal es melódicamente desenvuelta y fácilmente omitida; este hecho, combinado con el hecho de que el número decisivamente cierra la escena, crea una fácil extracción que hace posible la pieza orquestal.

## Vista general
Aquí está el texto de la escena en la que el Ave-Cisne canta durante esta pieza:
| Ruso | Traducción |
| --- | --- |
| (Гвидон спускается с берега в море. Из моря вылетает шмель, кружась около Лебедь-Птицы.) ЛЕБЕДЬ-ПТИЦА: судно в море догоняй, потихоньку опускайся, в щель подальше забивайся. Будь здоров, Гвидон, лети, только долго не гости! (Шмель улетает.) | (Gvidón baja desde la orilla al mar. Sobre el mar vuela un moscardón, girando alrededor del Ave-Cisne.) AVE-CISNE: Bien, ahora, mi moscardón, ve, ve con la nave hacia el mar, baja poco a poco, escóndete en el fondo de una rendija. Buena suerte, Gvidón, vuela, ¡sólo no te quedes mucho! (El moscardón se va volando.) |

 .
Aunque el "Vuelo" no tiene un título en la partitura de la ópera, su común traducción en muchos idiomas proviene del título en ruso (Полёт шмеля = El vuelo del Abejorro). Por cierto, esta pieza no constituye uno de los movimientos de la suite para orquesta que el compositor derivó de la ópera para los conciertos.
Quienes están familiarizados con la ópera del Zar Saltán pueden reconocer dos leitmotivs usados en el Vuelo, los cuales están asociados con el Príncipe de Gvidón anteriores en la ópera. Aquí se ilustra la notación musical (en inglés):
La música de este número se repite en forma modificada en el cuadro subsiguiente (Acto III, Cuadro 2), en los puntos cuando el abejorro aparece en la escena: pica a las dos hermanas malvadas en la frente, enceguece a Babarija (la instigadora de la trama que engaña a Saltán al principio enviando a su esposa lejos) y, en general, causa estragos en el final del cuadro. Los lectores del poema original de Aleksandr Pushkin en el que se basa esta ópera destacan que Gvidón supuestamente hace tres viajes al reino de Saltán, cada uno de los cuales requiere la transformación en un insecto diferente.
"El vuelo del moscardón" es reconocible por su frenético ritmo al que es tocado hasta el tempo, con casi ininterrumpidas carreras de semicorcheas cromáticas. No es tanto la altura o el rango de las notas que se tocan el problema del músico, sino simplemente la habilidad de moverse con suficiente rapidez, dicha pieza requiere unas manos sumamente habilidosas para su interpretación.
Aunque la versión original para orquesta misericordiosamente asigna en parte la nota semicorchea dirigiendo a diversos instrumentos en tándem, en el siglo desde la composición de la pieza se ha convertido en un escaparate de virtuosismo instrumental en solitario, ya sea en el original o con violín y en prácticamente cualquier otro instrumento melódico.

## En la cultura popular
El programa de radio El Avispón Verde usó "El vuelo del moscardón" como su tema musical, mezclado con un zumbido de avispón creado en un teremín. La música fue fuertemente identificada con el show y el personaje que se conservó el tema para la serie de TV. Esta versión fue orquestada por Billy May y conducida por Lionel Newman, con un solo de trompeta por Al Hirt, en un estilo de jazz apodado "Green Bee" (abeja verde). Años después, la música apareció en una escena clave en la película de 2003, Kill Bill, Vol. 1.
Asimismo, el grupo de heavy metal Manowar grabó esta canción con un solo de bajo de Joey DeMaio.
Actualmente, en muchísimas escenas de persecución en el cine o en la televisión, se aplica esta melodía.
El grupo Extreme lo usa en el álbum "Pornograffitti" como introducción a su tema "He-Man Woman Hater" , tocado por Nuno Bettencourt, el cual también suele tocarlo en los conciertos.
Fue mezclada junto con los temas "En la gruta del rey de la montaña" de Edvard Grieg y el tema principal de los juegos de Sonic the Hedgehog para la introducción de la serie Adventures of Sonic the Hedgehog.
El 23 de abril de 2011, John Taylor, alcanzó un nuevo récord mundial para el libro de los récords Guiness, al interpretar este tema a 600 BPM.
En el juego de simulación de baile Pump it Up BanYa banda sonora de dicho juego tiene una versión denominado BEE.
El grupo español "La Trinca" toma la pieza mùsical para grabar el tema "El IVA hecho fácil" tanto en idioma catalán como en castellano y aparece en su álbum de 1986 "Trinca, Sexo y Rocanrol".
La serie Merlí (2015-2016) de Tv3 tiene ésta melodía como tema principal. Interpretada por el violinista Frédéric Descargues, piano Anna Cassú, cello François Ragot.
En 2019 se hizo una interpolación para el videojuego tipo Battle Royale, Tetris 99. Se reproduce cuando quedan 10 jugadores en una partida.